# Bonnie Wright
Bonnie Francesca Wright Lococo(Londres, Inglaterra; 17 de febrero de 1991) es una actriz y modelo británica, conocida mundialmente por su papel en las películas de Harry Potter como Ginny Weasley. También se ha desempeñado como actriz en algunos proyectos televisivos ocasionalmente.
Wright disfruta de la danza, el arte; le gusta viajar, la música, toca instrumentos musicales como el piano, la flauta dulce y el saxofón, y deportes como fútbol, natación, tenis, equitación, patinaje sobre hielo, ciclismo y surf. En 2012 terminó su relación y compromiso con el actor Jamie Campbell Bower.

## Vida personal
Bonnie Francesca Teague Wright nació un 17 de febrero de 1991 en Londres (Inglaterra), exactamente en el municipio londinense de Tower Hamlets, hija de Sheila Teague y Gary Wright, dueños de la empresa de joyas británica Wright & Teague creada en 1984. Solo tiene un hermano, Lewis Wright. Wright asistió a la escuela Prior Weston Primary School y después a la King Alfred School en el norte de Londres para su educación secundaria. Mientras actuaba en Harry Potter y las Reliquias de la Muerte - Parte 1 y Parte 2 asistió al London College of Communication de la Universidad de las Artes de Londres, obteniendo su licenciatura en 2012.
La actriz en 2010 tuvo una relación con su compañero de Harry Potter y las reliquias de la muerte parte 1 Jamie Campbell Bower, quien interpretó a Gellert Grindelwald de joven. En 2011 se comprometieron, pero se separaron en 2012. Después inició una relación con Simon Hammerstein que duró de 2013 a 2015. 
Actualmente tiene una relación con Andrew Lococo. El 19 de marzo de 2022 contrajeron matrimonio. El 28 de abril de 2023 la pareja anunció que esperaba su primer hijo. Su hijo, Elio Ocean Wright Lococo, nació el 19 de septiembre de 2023.

## Carrera artística
Originalmente, Wright fue seleccionada como Ginny Weasley para rodar una pequeña escena de la primera película en la estación de Kings Cross. Su papel cobró importancia en Harry Potter y la cámara secreta, en la cual Ginny comienza a sentir algo por el protagonista, Harry Potter. El papel de Ginny en Harry Potter y el prisionero de Azkaban, sin embargo, fue más corto, dejando a la actriz con solo una línea de diálogo.
Después de estas apariciones esporádicas, cobró notoriedad en Harry Potter y el cáliz de fuego, donde tuvo pocas líneas, pero apareció a menudo en pantalla. En la quinta película, Harry Potter y la Orden del Fénix, tuvo una participación más amplia como miembro activo del Ejército de Dumbledore, en donde se introduce en el Ministerio de Magia al lado de Harry, su hermano Ron, Hermione, Neville y Luna.
La actriz participó en la entrega Harry Potter y el misterio del príncipe, donde Ginny tiene una participación mucho más activa y se convierte en alumna destacada, formando parte del Club Slughorn, jugando Quidditch en el equipo de Gryffindor y convirtiéndose en el nuevo interés amoroso de Harry.
En Harry Potter y las Reliquias de la Muerte Parte I tubo un papel más reducido, pues solo sale al comienzo. Ya en Harry Potter y las Reliquias de la Muerte Parte II, con una participación activa, lucha junto con sus compañeros para proteger Hogwarts y contra Bellatrix Lestrange en una escena. También aparece en el Epílogo, donde lleva a sus hijos a King's Cross. 
Wright también ha aparecido en dos series televisivas: Stranded en 2002 y Agatha Christie: A life in pictures en 2004.

## Otros trabajos
En 2011 sale a la luz la noticia en la que se afirma que la actriz Bonnie Wright participaría de un Spinoff de Jane Austen: 'Want of a Wi, ía filmado en enero de 2012.
En 2012 la actriz dirigió y produjo su propia película: 'Separate We Come, Separate We Go' que trata la historia de una niña de 10 años de edad, quien es abandonada por su madre maníaco-depresiva. Una mañana, ella se escapa y encuentra consuelo y un nuevo sentido de la libertad en el hermoso paisaje de una ciudad costera. Sobrevive gracias a la bondad de varios extraños y se hace amiga de un anciano que pasa el tiempo paseando por el paseo marítimo y las rutas de costa.
David Thewlis (Remus Lupin en las películas de Harry Potter) estuvo bajo las órdenes de Bonnie, así como también la actriz Emily Dunham.
También la actriz se ha unido a la 'Lucha contra la pobreza Global'.

## Modelo
Ella fue ganadora en los premios Rodial Beautiful Awards 2011. También en 2011, Wright apareció en la moda difundida por: The Financial Times. El rodaje que tuvo lugar en el museo Victoria y Albert, se dedicó a la captura de la languidez de las pinturas de Dante Rossetti. 
Bonnie ha participado como modelo para la diseñadora de moda Katie Eary temporada: otoño/invierno 2011, como muestra para la semana de la moda de Londres. Wright ha participado en varias sesiones de fotos y entrevistas incluidas: Entertainment Weekly, Times Luxx, The Daily Mail You Magazine, Instyle, Nylon Magazine, Vanity Fair, Dirty Glam y la revista Haute Muse.

## Filmografía
| Año  | Título                                             | Rol                    | Notas            |
| ---- | -------------------------------------------------- | ---------------------- | ---------------- |
| 2001 | Harry Potter y la piedra filosofal                 | Ginny Weasley          | Papel Menor      |
| 2002 | Stranded                                           | Pequeña Sarah Robinson | Papel Menor      |
| 2002 | Harry Potter y la cámara secreta                   | Ginny Weasley          | Papel Importante |
| 2004 | Harry Potter y el prisionero de Azkaban            | Ginny Weasley          | Papel Secundario |
| 2004 | Agatha Christie: A life in pictures                | Joven Agatha Christie  | Papel Menor      |
| 2005 | Harry Potter y el cáliz de fuego                   | Ginny Weasley          | Papel Importante |
| 2007 | Harry Potter y la orden del fénix                  | Ginny Weasley          | Coprotagonista   |
| 2007 | Los sustitutos                                     | Vanessa (voz)          | Secundario       |
| 2009 | Harry Potter y el misterio del príncipe            | Ginny Weasley          | Papel Importante |
| 2010 | Harry Potter y las Reliquias de la Muerte: parte 1 | Ginny Weasley          | Coprotagonista   |
| 2011 | Harry Potter y las Reliquias de la Muerte: parte 2 | Ginny Weasley          | Coprotagonista   |
| 2013 | The Sea                                            | Rose                   | Protagonista     |
| 2013 | The Philosophers                                   | Georgina               | Protagonista     |
| 2013 | Before I Sleep                                     | Phoebe                 | Protagonista     |
| 2014 | Geography of the Hapless Heart                     | Mia                    | Protagonista     |
| 2014 | How (Not) to Rob a Train                           | Little Girl Bandit     | Protagonista     |
| 2014 | My Dad Is Scrooge                                  | Connie                 | Coprotagonista   |
| 2015 | Those Who Wander                                   | Zoe                    | Protagonista     |
| 2015 | The Highway Is for Gamblers                        | Heidi                  | Protagonista     |
| 2015 | A Christmas Carol                                  | Nell                   | Protagonista     |